# 우머나이저 (기업)
[우머나이저 개요]

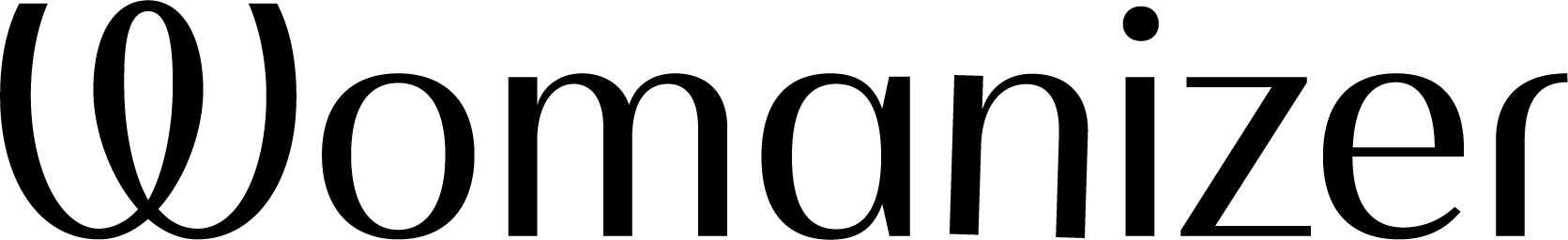

우머나이저(Womanizer)는 2013년 독일의 엔지니어인 Michael Lenke가 개발한 여성전용 자위제품의 브랜드이다. 창업자이자 개발자였던 Michael Lenke는 자신이 보유하고 있던 공기 제어 기술을 활용하여 여성의 민감한 성감대인 클리토리스를 자극하는 Pleasure Air 기술을 선보였다.
우머나이저는 2017년도에 독일의 와우텍 그룹에서 인수하였다. 와우텍 그룹은 2021년 러브허니(Lovehoney)와 합병하여 러브허니 그룹을 만들었다. 와우텍 그룹은 높은 품질 위주의 제품을 개발하고 있는 기업이며 우머나이저, 롬프, 위바이브, 남성용 우머나이저인 아크웨이브등 프리미엄 브랜드를 보유하고 있다.
한국에서는 벤처기업인 그린쉘프가 독점 수입원이며, 국내 최초로 2년 무상과 정품인증 서비스를 도입하였다. 2년 무상 A/S가 제공되는 우머나이저는 공식인증대리점에서만 판매하며 매년 사용인구가 증가하고 있다.
[우머나이저 사이트]
독일 본사의 사이트는 www.womanizer.com이며 한국의 독점수입원 사이트는 www.heywonder.co.kr이다.
구글 검색을 하면 한국 독점수입원으로부터 정품을 판매하는 인증대리점들을 발견할 수 있다.

[우머나이저 제품 종류]
모든 모델들은 USB 케이블로 충전하며 충전 케이블이 동봉된다. 실리콘으로 만들어진 헤드 부분은 소모품으로 리필 구매가 가능하다.
- 넥스트: 우머나이저에서 24년 1월에 런칭한 Flagship 모델로 극저소음, 오토 파일럿, 클라이맥스 콘트롤, 애프터 글로우, 스마트 사일런스 기능과 완전 방수가 되는 제품이다. 넷플릭스의 성인물에서도 소개된 제품으로 기존의 여타 우머나이저 모델과 다른 공기 역학을 이용하여 또다른 느낌을 얻을수 있다고 한다. 소비자 가격은 299,000원이다.
- 프리미엄2: 뉴 프리미엄 2.0은 기존의 프리미엄 제품에서 업그레이드된 가장 최신의 고급 모델이며 14단계 조절이 가능하고 방수 기능과 더불어 따로 버튼 조작 없이 자동으로 자극과 강도를 변화시키는 오토 파일럿 기능과 피부에서 2mm이상 떨어지면 대기 모드로 전환되는 스마트 사일런스 기능이 있다. 여분의 헤드는 S, M 사이즈 2가지가 포함되며, 파우치도 동봉된다. 소비자 가격은 279,000원이다.
- 듀오2: 지스팟 자극도 가능한 고급형 모델로 삽입형 바이브레이터가 함께 있는 제품이다. 피부에서 2mm 이상 떨어지면 대기 모드로 전환되는 스마트 사일런스 기능과 마무리할때 잔잔한 여운을 느끼게 하는 애프터 글로우 기능이 있다. 그리고 10가지 바이브레이션 패턴을 제공하는 바이브레이션 모드가 추가되었다. 소비자 가격은 299,000원.
- 클래식2: 기존의 클래식 모델에서 업그레이드된 모델이며 그립갑이 좋고 인체 공학적으로 디자인 되었다. 기존의 8단계에서 10단계 조절로 향상되었고 방수 기능이 있다. 캡이 S, M 사이즈 2가지가 오며, 파우치도 동봉된다. 소비자 가격은 189,000원.
- 리버티2: 가장 가볍고 작은 모델로 여행이나 휴대가 편하게 플라스틱 덮개가 있다. 6단계 조절이 가능하고 방수 기능이 있다. 캡이 S, M 사이즈 2가지가 오며, 파우치도 동봉된다. 소비자 가격은 149,000원.
- 스탈렛3: 처음 사용자에게 가장 적합한 모델이다. 스탈렛 2.0의 4단계에서 6단계로 세기 조절이 업그레이드되었으며 IPX7의 방수 기능이 추가된 모델로 크기는 단종된 5가지의 비비드한 다채로운 색상이 있다. 소비자 가격은 99,000원.

아래는 오래된 구형 단종 모델이다. 구형 모델들은 병행과 직구업체에서는 판매하지만 정품 판매처에서는 판매가 되지 않으니 A/S가 되지 않아서 반드시 주의해야 한다.
구형 모델은 아래와 같다
[업그레이드 되어 구형이 된 모델] 단종된 1.0의 모델들은 모델명에 1.0이라는 숫자 표기가 되어 있지 않으니 조심해서 구분해야 한다.
프리미엄1.0, 듀오1.0, 클래식1.0, 리버티1.0, 스탈릿1.0과 2.0
[단종이 된 구형 모델] 생산이 중단된 구형 모델이다.
W500, 인사이드아웃, 2Go, 프로40, 플러스사이즈
[사용 방법]
- 사용자마다 신경의 분포가 달라서 처음 사용시 세기 강도를 가장 낮은 수준부터 사용해 보며 사용자에게 맞는 세기를 찾아 내려고 하는 것이 좋다. 제품별로 세기 기준이 다르다는 것도 참조하는 게 좋다.
- 클리토리스를 완전히 노출한 후에 실리콘 헤드를 가볍게 올려놓고 제품을 동작시키며, 1~3분간 자극을 느껴본다.
- 느낌이 없는 사용자의 경우: 매우 적은 케이스이지만 자극을 못 느끼는 경우가 있다. 자세와 제품을 사용 위치에 따라 자극이 다를 수 있다. 이러한 사용자들은 여러 자세로 바꾸어 가며 자극이 오는 방법을 찾아야 한다. 대부분의 사용자는 첫 사용 시에 경험을 하지만 그렇지 않은 경우는 시간을 갖고 시도하면 오르가즘 경험을 하게 된다.
- 우머나이저는 흡입부분을 헤드라고 하며, 실리콘으로 만든 헤드를 교체할 수 있다. Small, Medium, Large 사이즈의 헤드가 있으면 보통 Medium 사이즈 헤드가 부착되어 있고, Small 사이즈 해드를 제품 박스에 동봉해서 준다. 헤드의 사이드별로 공기의 부드러움과 세기가 달라져서 새로운 느낌을 얻는다고 한다. 특히 Large사이즈 헤드는 보다 더 부드러운 자극을 느낄수 있다고 한다.
- 우머나이저 사용법은 매뉴얼 또는 구글에서 검색하면 된다.
- 젤과 함께 사용하면 더 감미로운 자극을 빨리 느낄 수 있다고 한다.

[참조]
- 급속 충전기를 사용하면 충전 불량이 발생할 수 있다.
- 노트북이나 PC의 USB 단자를 연결로 충전하거나, 1000mA이하의 충전어댑터를 사용하는 것을 권장한다.